# Joanna Pacuła
Joanna Pacuła (ur. 2 stycznia 1957 w Tomaszowie Lubelskim) – polska aktorka filmowa, telewizyjna i teatralna, modelka, która od lat osiemdziesiątych XX wieku mieszka i pracuje w Stanach Zjednoczonych.
Za występ w dramacie kryminalnym Michaela Apteda Park Gorkiego (1983) była nominowana do Złotego Globu dla najlepszej aktorki drugoplanowej. Została wymieniona jako jedna z 12 „Obiecujących nowych aktorów z 1984” (tom 36), którą co roku ogłasza w „Screen World” krytyk amerykański John Willis. Anglojęzyczna prasa rozpisywała się o jej kocim wdzięku, porównywano ją do młodej Lauren Bacall. Zachwycał się jej wdziękiem Giorgio Armani. Polacy widzieli w niej następczynię Poli Negri. W 1990 znalazła się na liście 50. najpiękniejszych ludzi na świecie wg amerykańskiego magazynu „People”. Zajęła 9. miejsce na liście „100 najseksowniejszych kobiet wszech czasów” magazynu „FHM (For Him Magazine)”. Jako jedna z nielicznych pojawiła się dwukrotnie na okładce magazynu „Vogue”. Zajęła 36. miejsce na Channel 5 „Największa supermodelka świata”.

## Życiorys

### Wczesne lata
Urodziła się w Tomaszowie Lubelskim jako córka inżyniera i farmaceutki. Wychowywała się z dwiema siostrami i bratem. Jej młodsza siostra Ewa Pacuła (ur. 16 grudnia 1971) została modelką i prezenterką. Zainteresowanie aktorstwem przejawiała już w miejscowym Liceum Ogólnokształcącym im. Bartosza Głowackiego, gdzie wystąpiła w przedstawieniu Leonarda Gershawa Motyle są wolne (Butterflies Are Free).

### Początki kariery
Po ukończeniu Państwowej Wyższej Szkoły Teatralnej w Warszawie, w latach 1979−81 występowała na scenie warszawskiego Teatru Dramatycznego w spektaklach: Ćwiczenia z romantyzmu w reżyserii Gustawa Holoubka, Bałałajkin i spółka, Operetka Gombrowicza, gdzie wyciągnięto ją nagą z trumny i Jak wam się podoba (As You Like It) Williama Szekspira. W Teatrze Telewizji wcieliła się w postać Desdemony w tragedii szekspirowskiej Otello (Othello, 1984) z Danielem Olbrychskim w roli tytułowej.
W kinie statystowała jako studentka, uczestniczka letniego obozu językoznawczych kół naukowych, w filmie kina moralnego niepokoju pt. Barwy ochronne (1976) w reżyserii Krzysztofa Zanussiego. W telewizji zagrała w dwóch filmach Jana Łomnickiego – Akcja pod Arsenałem (1977) jako Duśka Bytnarówna, siostra „Rudego” i Dom (1980) w roli pełnej temperamentu Ewy Szymosiuk. Interesująco przedstawiła się w roli Leny, żony porucznika Tudora Gheorghiu w rumuńskim dramacie wojennym Sergiu Nicolaescu Ostatnia noc miłości (Ultima noapte de dragoste, 1980), zaprezentowanym w Warszawie z okazji obchodów Święta Narodowego Rumunii. Trafiła na okładkę tygodnika „Film” (z 26 września 1978 i 6 stycznia 1980) i miesięcznika „Kino” (w lutym 1978, w lipcu 1979). Jej pierwszą większą rolą była postać rozmarzonej praktykantki pielęgniarki Joli „Sarny”, skłóconej z rodzicami, bezradnej wobec rodzącej się miłości, w trzyodcinkowym dramacie telewizyjnym Zielona miłość (1980).

### Kariera międzynarodowa
W grudniu 1981, kiedy w Polsce wprowadzono stan wojenny, przebywała w Paryżu i związała się z Romanem Polańskim, który pomógł jej zdobyć pracę modelki, a jej twarz zdobiła okładki magazynów mody, takich jak „Vogue” (w niemieckiej edycji w maju 1984, we wrześniu 1985 i w październiku 1986, we francuskiej edycji w kwietniu 1987), „Mirabella”, „Cosmopolitan” (w kwietniu 1984, w lipcu 1985, w marcu 1986), „Harper’s Bazaar”, „Redbook”, „Woman” (w styczniu 1984), „European Travel & Life” (we wrześniu 1987), „New Woman” (w listopadzie 1987) czy „Riva” (w październiku 1988).
W 1982 postanowiła zostać w Stanach Zjednoczonych po tym, jak dwa tygodnie przed powrotem ukradziono jej wszystkie dokumenty, bilety i paszport, o czym opowiadała potem w wywiadach udzielanych w polskich magazynach, takich jak „Twój Styl” czy „Pani” (w styczniu 2006). Zamieszkała początkowo u przebywającej za oceanem aktorki Elżbiety Czyżewskiej, rozpoczynając karierę aktorską i współpracę z reżyserami hollywoodzkimi. Relacje z Czyżewską stały się podstawą dla filmu Anna wg scenariusza Agnieszki Holland.
Jej pierwsza przełomowa rola Iriny, otrzymana za rekomendacją Polańskiego w filmie amerykańskim Park Gorkiego (Gorky Park, 1983), wg powieści Martina Cruza Smitha z Lee Marvinem, doczekała się nominacji do nagrody Złotego Globu w kategorii najlepszej kobiecej roli drugoplanowej i zajęła 57. miejsce w rankingu magazynu „Premiere” na 100. najwspanialszych kreacji wszech czasów.
Początkowo miała zagrać główną rolę Bichette w dramacie kryminalnym Tygrysica (Die Tigerin) w reżyserii Roberta van Ackerena, który został zwolniony przez producenta Dietera Geisslera przed rozpoczęciem zdjęć. Ze względu na trwający proces naturalizacji nie pozwolono Pacule opuścić Stanów Zjednoczonych. W efekcie ekranizacja powstała dopiero w 1992 w Studio Babelsberg z udziałem Valentiny Vargas.
Jej pozycję umocniła rola Żydówki Luki w uhonorowanym prestiżowym Złotym Globem filmie wojennym CBS Ucieczka z Sobiboru (1987). Aktorskim osiągnięciem była nominowana do nagrody Saturna rola modelki żyjącej pod wpływem kapłanki voodoo w horrorze Pocałunek (The Kiss, 1988). Była na okładce tygodnika „Ekran” (w marcu 1988). W adaptacji powieści Alberto Moravii Mężowie i kochankowie (La Villa del venerdì, 1992) zagrała kochankę pianisty, znudzoną swoim bezbarwnym, pozbawionym erotyki małżeństwem.
Na ekranie m.in. partnerowała Stevenowi Seagalowi w filmie Wybraniec śmierci (1990), była obiektem seryjnego mordercy w thrillerze Zagadka osobowości (Body Puzzle, 1993), kochanką Doca Hollidaya (Val Kilmer) – Kate w westernie Tombstone (1993), futurystyczną femme fatale w psychologicznym filmie sci-fi Głęboka czerwień (Deep Red, 1994) i rosyjskim naukowcem w dreszczowcu Wirus (Virus, 1999).
Występowała jednak przede wszystkim w filmach klasy B. Grywała w produkcjach włoskich, francuskich, hiszpańskich, izraelskich, fińskich i nowozelandzkich.
Dwukrotnie wręczała nagrodę Amerykańskiej Akademii Filmowej: w 1983 roku w kategorii najlepszego filmu zagranicznego, a w 1984 roku za najlepsze zdjęcia.
Jej mąż nie chciał, aby rozbierała się w filmach, dlatego odrzuciła propozycje ról w erotycznych przebojach: jako Elizabeth McGraw w 9 1/2 tygodnia (1986) i jako Roxy w dreszczowcu Nagi instynkt (1992). Była też brana pod uwagę do ról w filmach: Wybór Zofii (1982), Motylek (Butterfly, 1982), Łowca androidów (1982), Więzienie kobiet (Chained Heat, 1983), Świadek mimo woli (1984), Brazil (1985), Dzika namiętność (1986), Żądza władzy (1986), Telepasja (1987), Czarna wdowa (1987), Fatalne zauroczenie (1987), Pozytywka (1989), Showgirls (1995) i Striptiz (1996). W 1989 zrezygnowała z zagrania w Batmanie Tima Burtona i z roli dziewczyny Bonda w Licencji na zabijanie.

## Życie prywatne
W 1980 była w związku z aktorem Piotrem Fronczewskim. Przez pewien czas mieszkała w domu należącym do Rudolfa Valentino. Jej mężem był starszy o 12 lat producent filmowy Hawk Winchel Koch Jr.

## Filmografia

### Filmy
| Rok  | Tytuł                                                                | Rola                                             | Reżyser                         |
| ---- | -------------------------------------------------------------------- | ------------------------------------------------ | ------------------------------- |
| 1976 | Barwy ochronne                                                       | studentka, uczestniczka obozu                    | Krzysztof Zanussi               |
| 1977 | Akcja pod Arsenałem                                                  | Duśka Bytnarówna, siostra „Rudego”               | Jan Łomnicki                    |
| 1977 | Nie zaznasz spokoju                                                  | Bożena Kaczmarek                                 | Mieczysław Waśkowski            |
| 1979 | Zerwane cumy                                                         | Maryśka Jastrzębska w młodości / wnuczka Maryśki | Sylwester Szyszko               |
| 1980 | Czułe miejsca                                                        | pielęgniarka                                     | Piotr Andrejew                  |
| 1980 | Ostatnia noc miłości, pierwsza noc wojny (Ultima noapte de dragoste) | Lena, żona Tudora                                | Sergiu Nicolaescu               |
| 1983 | Park Gorkiego (Gorky Park)                                           | Irina Asanova                                    | Michael Apted                   |
| 1985 | Nie całkiem w raju (Not Quite Paradise)                              | Gila                                             | Lewis Gilbert                   |
| 1987 | Umrzeć z honorem (Death Before Dishonor)                             | Elli                                             | Terry Leonard                   |
| 1987 | Słodkie kłamstwa (Sweet Lies)                                        | Joëlle                                           | Nathalie Delon                  |
| 1988 | Pocałunek (The Kiss)                                                 | Felice                                           | Pen Densham                     |
| 1988 | Options                                                              | Księżniczka Nicole                               | Camilo Vila                     |
| 1990 | Wybraniec śmierci (Marked for Death)                                 | Leslie                                           | Dwight H. Little                |
| 1991 | Dobry glina (The Good Policeman)                                     | ukochana Isaaca Seidela                          | Peter Werner                    |
| 1991 | Mężowie i kochankowie (La Villa del venerdi)                         | Alina                                            | Mauro Bolognini                 |
| 1992 | Oczy obserwatora (Eyes of the Beholder)                              | Diana Carlyle                                    | Lawrence L. Simeone             |
| 1992 | Pasja zabijania (Black Ice)                                          | Vanessa                                          | Neill Fearnley                  |
| 1992 | Zagadka osobowości (Body Puzzle)                                     | Tracy                                            | Lamberto Bava                   |
| 1993 | Prywatne lekcje II (Private Lessons II)                              | Sophie Morgan                                    | Akiyoshi Kimata                 |
| 1993 | Czarnoksiężnik 2 (Warlock II: The Armageddon)                        | Paula Dare                                       | Anthony Hickox                  |
| 1993 | Zawiłe śledztwo (Under Investigation)                                | Abbey Jane Strong                                | Kevin Meyer                     |
| 1993 | Tombstone                                                            | Kate                                             | George P. Cosmatos, Kevin Jarre |
| 1994 | Milczenie baranów (Il silenzio dei prosciutti)                       | Lily Wine                                        | Ezio Greggio                    |
| 1994 | Potrójna gra (Every Breath)                                          | Lauren                                           | Steve Bing                      |
| 1994 | Kim Novak przy telefonie (C’e Kim Novak al telefono)                 | Emilia                                           | Riki Roseo                      |
| 1995 | Chłopcy bombowcy (Captain Nuke and the Bomber Boys)                  | Brenda Franelli                                  | Charles Gale                    |
| 1995 | Nie tacy jak my (Not Like Us)                                        | Anita Clark                                      | Dave Payne                      |
| 1995 | Timemaster                                                           | Evelyn Parker                                    | James Glickenhaus               |
| 1995 | Ostatnie tchnienie (Last Gasp)                                       | Nora Weeks                                       | Scott McGinnis                  |
| 1997 | Krok w stronę raju (Heaven Before I Die)                             | Selma                                            | Izidore K. Musallam             |
| 1997 | Przeklęty okręt (Haunted Sea)                                        | Pierwszy oficer Mate Bergren                     | Dan Golden, Daniel Patrick      |
| 1997 | W ramionach dojrzałej kobiety (En brazos de la mujer madura)         | Marta                                            | Manuel Lombardero               |
| 1998 | Biały kruk (The White Raven)                                         | Julia Konnenman                                  | Andrew Stevens                  |
| 1998 | Mój przyjaciel olbrzym (My Giant)                                    | Lilliana Rotaru                                  | Michael Lehmann                 |
| 1999 | Błąd w sztuce (Error in Judgment)                                    | Liz Hurper                                       | Scott P. Levy                   |
| 1999 | Wirus (Virus)                                                        | Nadia Vinogradiya                                | John Bruno                      |
| 1999 | Sztuka zabijania (The Art of Murder)                                 | Elizabeth Sheridan                               | Ruben Preuss                    |
| 2000 | Crash and Byrnes                                                     | Lissette                                         | Jon Hess                        |
| 2001 | The Hit                                                              | Sonia                                            | Vincent Monton                  |
| 2002 | Nie ma jak w domu (No Place Like Home)                               | Gretchen Klein                                   | Craig Clyde                     |
| 2002 | Wojownicy (Warrior Angels)                                           | Elizabeth                                        | Byron W. Thompson               |
| 2003 | Ofiara Amora (Cupid’s Prey)                                          | Iris Wetherton                                   | Dale G. Bradley                 |
| 2004 | DinoCroc                                                             | Paula Kennedy                                    | Kevin O’Neill                   |
| 2004 | Moskiewska gorączka (Moscow Heat)                                    | Sascha                                           | Jeff Celentano                  |
| 2004 | Łatwa śmierć (Dead Easy)                                             | Teresa Storm                                     | Neal Sundstrom                  |
| 2004 | El Padrino                                                           | Jessica Lancaster                                | Damian Chapa                    |
| 2005 | Zadanie specjalne (The Cutter)                                       | Elizabeth Teller                                 | William Tannen                  |
| 2006 | 4 miliony do szczęścia (Forget About It)                             | Talia Nitti                                      | BJ Davis                        |
| 2006 | Honor                                                                | Rose Tyrell                                      | David Worth                     |
| 2007 | When Nietzsche Wept                                                  | Mathilda                                         | Pinchas Perry                   |
| 2008 | Chicago Blood                                                        | sędzia                                           | Damian Chapa                    |
| 2009 | Wyścig po szczęście (Shannon’s Rainbow)                              | Emily Blair                                      | Frank E. Johnson                |
| 2010 | Black Widow                                                          | Olivia                                           | Mark Roemmich                   |
| 2011 | Good God Bad Dog (krótkometrażowy)                                   | Ruth Averill                                     | Beni Atoori                     |
| 2013 | Madoff: Made Off with America                                        | Ruth Madoff                                      | Edmund Druilhet                 |
| 2013 | ICE Agent                                                            | Sheila Hayman                                    | Ray O’Neill                     |
| 2013 | Kill Her, Not Me                                                     | Judith                                           | George Francisco                |
| 2020 | Break Even                                                           | agentka Crowe                                    | Shane Stanley                   |
| 2023 | Buckle Up                                                            | Evelyn Elger                                     | Ross Fall Chris Newman          |

### Filmy TV
| Rok  | Tytuł                                          | Rola                      | Reżyser             |
| ---- | ---------------------------------------------- | ------------------------- | ------------------- |
| 1979 | Córka albo syn                                 | Irena, siostra Piotra     | Radosław Piwowarski |
| 1981 | Yokohama                                       | znajoma pisarza           | Paweł Kuczyński     |
| 1987 | Ucieczka z Sobiboru (Escape from Sobibor)      | Luka                      | Jack Gold           |
| 1989 | Punkt krytyczny (Breaking Point)               | Anna / Diana              | Peter Markle        |
| 1992 | Stan krytyczny (Condition: Critical)           | dr Lena Poole             | Jerrold Freedman    |
| 1994 | Normandy: The Great Crusade                    | Ursula von Kardoff (głos) | Christopher Koch    |
| 1994 | Głęboka czerwień (Deep Red)                    | Monica Quik               | Craig R. Baxley     |
| 1997 | Rozkoszne interesy (Business for Pleasure)     | Anna                      | Rafael Eisenman     |
| 1998 | Zabójczy podstęp (Sweet Deception)             | Risa Gallagher            | Timothy Bond        |
| 2003 | Siła rażenia (Lightning: Bolts of Destruction) | dr Valery Landis          | Brenton Spencer     |
| 2012 | Stolen Child                                   | Tatiana                   | Michael Feifer      |

### Seriale TV
| Rok  | Film                                                | Rola                                                      | Reżyser                      |
| ---- | --------------------------------------------------- | --------------------------------------------------------- | ---------------------------- |
| 1978 | Zielona miłość                                      | Jola „Sarna”                                              | Stanisław Jędryka            |
| 1980 | Kto za?                                             | Alina Cisz                                                | Stefan Szlachtycz            |
| 1980 | Dom                                                 | Ewa Szymosiuk                                             | Jan Łomnicki                 |
| 1981 | 07 zgłoś się – odc. 14 Hieny                        | prostytutka pracująca dla Walaska                         | Krzysztof Szmagier           |
| 1981 | Przyjaciele – odc. 4 Nauka                          | Krystyna, studentka politechniki                          | Andrzej Kostenko             |
| 1981 | Jan Serce                                           | Gabriela „Gabi” Metelska, siostrzenica Małgosi Kurowskiej | Radosław Piwowarski          |
| 1982 | Życie Kamila Kuranta                                | Elwira                                                    | Grzegorz Warchoł             |
| 1986 | Przeprawy (Crossings)                               | Marissa Freilich                                          | Karen Arthur                 |
| 1990 | Elita (E.A.R.T.H. Force)                            | Diana Randall                                             | Bill Dial                    |
| 1999 | Fatalny rewolwer (Dead Man’s Gun)                   | Yvonne Ballinger                                          | Ed Spielman, Howard Spielman |
| 2000 | Brutally Normal                                     | Gogi                                                      |                              |
| 2002 | Niesamowite opowieści (Night Visions)               | przywódczyni imigrantów                                   | Tobe Hooper                  |
| 2002 | Wydział kryminalny (Robbery Homicide Division)      | Trisha Sandifer                                           | Paul Michael Glaser          |
| 2005 | Jake in Progress                                    | Elsa Winters                                              | Michael Alan Spiller         |
| 2008 | Detektyw Monk (Monk) – odc. Mr. Monk Falls in Love  | Leyla Zlatavich                                           | Arlene Sanford               |
| 2014 | Kości (Bones) – sezon 9 odc. 19 The Turn in the Urn | Drina Mirga                                               | Tim Southam                  |